# École des Roches

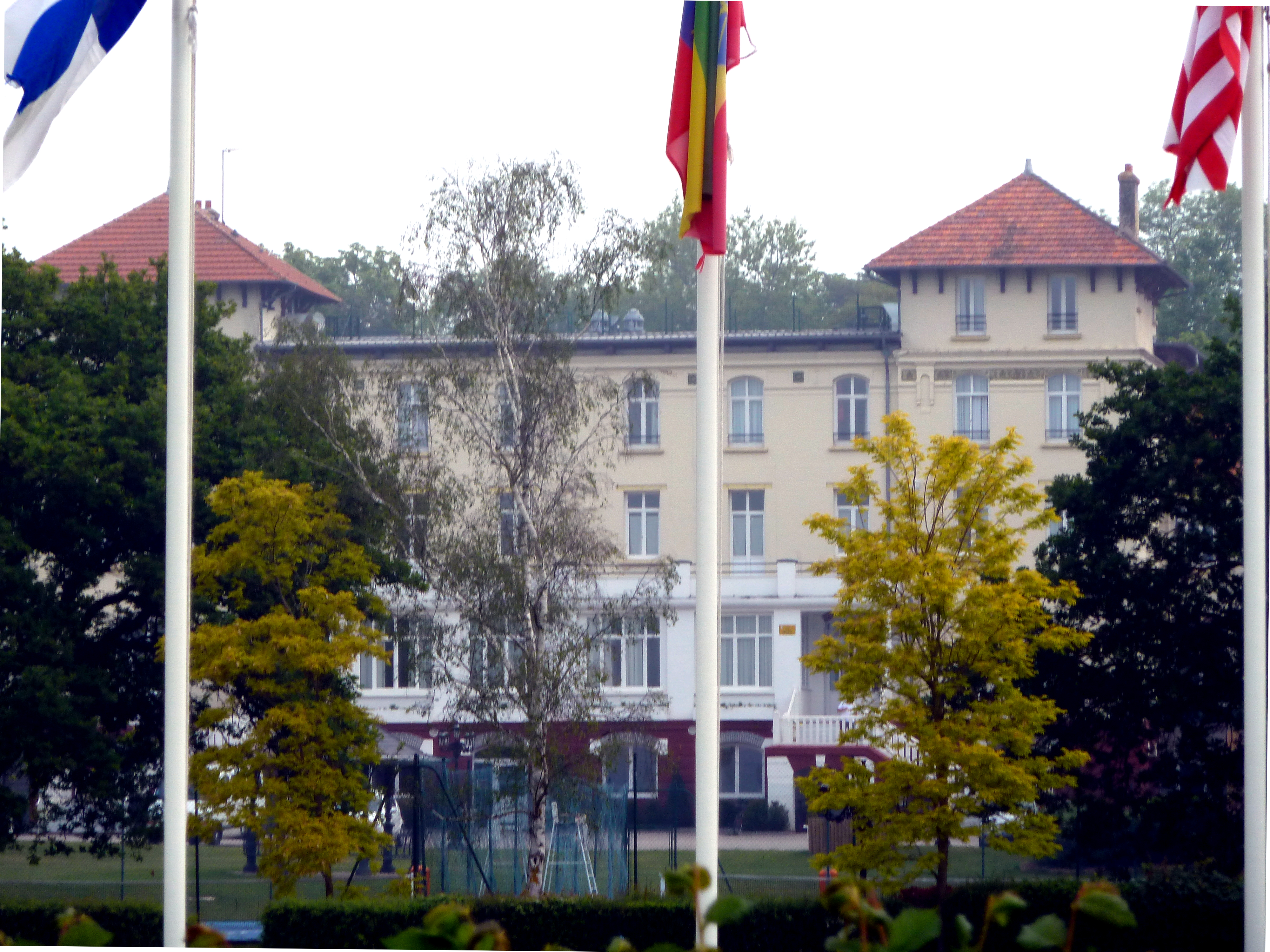

École des Roches är en privat fransk gymnasieskola (lycée) med internat belägen i Verneuil-sur-Avre, norra Frankrike. Skolan grundades 1899 av Edmond Demolins och de första elevhemmen byggdes 1900–1902.

## Filmografi
- École des Roches, 110 ans d'une pédagogie prestigieuse, dokumentärfilm av Marc-Laurent Turpin, 2009